# Société belge de chemins de fer
Die Société belge de chemins de fer war eine für den Bau von Eisenbahnstrecken zuständige Tochterfirma der Société générale de Belgique.

## Geschichte
Das Unternehmen wurde 1866 mit dem Ziel gegründet, den Bau von Bahnstrecken für Privatbahnen zu finanzieren. Ihr Wirkungsgebiet lag vor allem in Belgien und Frankreich, aber auch in China und Österreich-Ungarn.
Direktor der Gesellschaft war u. a. Victor Stoclet und ab 1904 sein Sohn Adolphe Stoclet, Erbauer des Palais Stoclet in Brüssel. Aufgrund diverser Malversationen der Hauptaktionäre ging das Unternehmen am 26. Juni 1937 bankrott.

### Strecken
Mit Stand 1869 waren folgende Linien in Belgien und Frankreich bereits eröffnet oder bereits kurz vor der Fertigstellung:
- die Bahnstrecke Denderleeuw–Courtrai
- die Bahnstrecke Roulers–Ypres
- die Bahnstrecke Poperinge–Hazebrouck
- die Bahnstrecke Anzegem–Ingelmunster
- die Bahnstrecke Dixmuide–Nieuport
- Bahnstrecke Epernay–Romilly-sur-Seine[3]

- Übernahme der Konzession für die Chemin de fer de l'Est de Lyon

In Österreich-Ungarn war das Unternehmen über ihr Tochterunternehmen Austro-Belgische Eisenbahn- und Industrie Aktiengesellschaft die Inhaberin des Wiener Neustädter Kanals sowie Erbauer der von der Eisenbahn Wien-Aspang (EWA) betriebenen Aspangbahn. Diese war ursprünglich als eine Magistrale von Wien nach Thessaloniki geplant. Ferner besaß man große Aktienpakete der Graz-Köflacher Eisenbahn- und Bergbaugesellschaft (GKB), der Mährisch-Schlesischen-Centralbahn und der Aktiengesellschaft der Schneebergbahn.
In China wurde zum Bahnbau und -betrieb die Compagnie Générale de Chemins de Fer en Chine gegründet.